# إدوين هاسلام
إدوين هاسلام (بالإنجليزية: Edwin Haslam)‏ هو كيميائي بريطاني، ولد في 1932، وتوفي في 3 أكتوبر 2013 في إكزتر في المملكة المتحدة.